# Roseanna (román)
Roseanna (švédsky Roseanna: roman om ett brott) je prvním dílem z desetidílné série Románů o zločinu s hlavním hrdinou policejním komisařem Martinem Beckem, od švédské autorské dvojice Maj Sjöwallová – Per Wahlöö. Ve Švédsku byla kniha vydána v roce 1965, český překlad Františka Fröhlicha vyšel poprvé v roce 1974 (v nakladatelství Odeon, ve svazku 3x Martin Beck: společně s romány Muž, který se vypařil a  Muž na balkóně). Dále v  letech 1986 (v nakladatelství Svoboda: v rámci souborného vydání 10 románů o zločinu), v roce 2000 v nakladatelství Ikar (v jednom svazku společně s románem Noční autobus) a 2007 (Levné knihy). Kromě toho román vyšel v roce 2007 v Braillově písmu v pěti svazcích (Knihovna a tiskárna pro nevidomé) a v roce 2008 jako zvukový záznam v rámci svazku Třikrát Martin Beck (Knihovna a tiskárna pro nevidomé K.E. Macana).
,,

## Název
Česky román vychází pod názvem Roseanna, který je shodný s originálním švédským názvem, pod stejným názvem kniha vychází i v angličtině (první vydání v roce 1967, nakladatelství Pantheon Books). Jedna se o křestní jméno ženy, která se v úvodu knihy stane obětí zločinu. Naproti tomu v němčině (první vydání v roce 1968) román vyšel pod názvem Die Tote im Götakanal (Mrtvá v kanálu Göta). 

## Podtitul a vznik série románů
Ve Švédsku kniha vyšla pod názvem Roseanna s podtitulem roman om ett brott, tedy román o zločinu. Autoři tím chtěli zdůraznit, že se nejedná o klasickou detektivku (kde vystupuje geniální detektiv, řešící od stolu svou inteligencí či dedukcí komplikovanou šarádu), ale román, ve kterém se stane skutečný zločin ve skutečných reáliích a který klade důraz na neidealizovaný popis práce a postupů policie. Po velkém úspěchu románu Roseanna se autoři rozhodli, že napíší celkem deset knih s touto tematikou a pojem román o zločinu nebo 10 románů o zločinu se stal často používaným souhrnným označením pro celou tuto sérii nejen v češtině, ale i v dalších jazycích.

## Postavy a jejich vývoj
Vedle důrazu na popis práce policie se autoři věnují i pečlivé postupné charakterizaci jednotlivých hlavních postav a vývoji jejich osudů. Kromě práce tak sledujeme i jejich osobní život. V tomto dílu se poprvé objevují tři hlavní postavy, které potom vystupují ve všech nebo téměř všech následujících románech. Martin Beck je zde představen jako kriminální asistent, který již osm let pracuje v oddělení vražd a mnohými je považován za nejschopnějšího vyšetřovatele v celém Švédsku. Sám má ovšem občas pochybnosti, zda bude vůbec někdy povýšen na policejního komisaře (později se stane dokonce šéfem celého oddělení vražd). Čtenář se seznámí také s jeho ženou Inge, dcerou Ingrid a synem Rolfem.
Lennart Kollberg je nejbližší spolupracovník Martina Becka a Beck si ho ze svých kolegů také nejvíce váží. Zde je ještě svobodný. V závěru románu Roseanna použije k zadržení nebezpečného pachatele brutální chvat, který jeho spolupracovníci dosud neviděli a který jim vysvětlí jen stručně. Teprve v sedmém románu Säffleská bestie se čtenář dočká podrobného objasnění, kdo, kdy, kde a proč ho tento a obdobné chvaty naučil.
Fredrik Melander je představen jako střídmý člověk. Mezi spolupracovníky je však proslulý především svou fenomenální pamětí, takže ostatní ho používají jako „chodící kartotéku“, která si pamatuje neuvěřitelné podrobnosti různých kriminálních případů a často tak pomůže nasměrovat vyšetřování novým směrem. Dále v románu vystupuje např. mladý detektiv Åke Stenström (který je později zabit v úvodu čtvrtého románu Noční autobus).

## Děj
Mrtvola neznámé mladé ženy byla nalezena 8. července nedaleko města Motala, když vodní bagr čistil od nánosů a prohluboval plavební dráhu mezi pěti zdymadly, které slouží lodím na Göta kanálu pro překonání patnáctimetrového výškového rozdílu mezi jezery Vättern a Boren. Pitva záhy prokázala, že žena byla zavražděna uškrcením a udušením. Na pomoc policistům z Motaly byl vyslán tým ze Stockholmu: nejprve autem přijeli Lennart Kollberg a Fredrik Melander, později vlakem dorazil i Martin Beck. 
Zpočátku se zdálo, že brzké náhodné objevení mrtvoly přispěje k rychlému objasnění případu. Veškerá stopy však vedly do ztracena, nedařilo se zjistit identitu zavražděné ženy a překvapivě ji ani nikdo nepostrádal. Po několika dnech uspořádala policie v Motale tiskovou konferenci, kde čelila mnoha otázkám novinářů a nakonec musela připustit, že pátrání dosud nepřineslo podstatné výsledky. Posléze se Kollberg, Melander a Beck společně vrací do Stockholmu.
K dílčímu pokroku došlo až poté, když se podařilo zjistit, že Diana (jedna z výletních lodích jezdících po Göta kanálu) zdymadly mimořádně proplouvala až po půlnoci (protože se předtím zdržela v mlze a pak ještě měla závadu na pohonu). Pachatel tedy měl dobrou příležitost mrtvoly se zde zbavit. A bylo to v noci z 4. července na 5. července. Ale ještě důležitější bylo, když se v září, tedy téměř po třech měsících, podařilo ženu konečně identifikovat. Byla to Roseanna McGraw, 27letá Američanka z Lincolnu, hlavního města státu Nebraska, kde pracovala jako knihovnice. A začátkem léta se vydala na velkou cestu po Evropě.
Následovala mravenčí policejní práce, mimo jiné bylo nutné vyslechnout všechny cestující, členy posádky a obsluhující personál na lodi Diana (mnozí byli cizinci z několika zemí). Martin Beck opět odjel do Motaly a osobně vyslechl několik členů posádky. Podařilo se zjistit také řadu podrobností ze života oběti. Policie však stále tápala v tom, kdo by mohl být potenciální vrah. Martina Becka napadlo, že řada cestujících musela na lodi fotografovat, někteří i filmovat. Nastala opět mravenčí policejní práce, byly shromážděny stovky fotografií a hodiny filmů od všech cestujících, poté bylo nutno každou osobu zachycenou na fotografiích a filmech identifikovat. Ke konci listopadu se na jednom filmu objevil „záhadný muž v čepici“ a na filmu, který byl prokazatelně natočen 4. července kolem 19 hodiny, byla i Roseanna. Podezřelý muž však nebyl na seznamu cestujících, šlo o tzv. palubního cestujícího bez kabiny (který na loď přistoupil někde po cestě a posléze zase v některém přístavu nebo i na zdymadle vystoupil). 
Po dalším pátrání, již v předvánoční době, se podařilo zjistit, že podezřelý by se mohl jmenovat Folke Bengtsson, který pracoval ve firmě Eriksson: stěhování a zasilatelství. Několik členů týmu ho nejprve řadu dní nepřetržitě tajně sledovalo a poté ho Martin Beck předvolal k výslechu. Můž se choval klidně a věrohodně, uvedl, že lodí jel. Když mu Beck ke konci výslechu ukázal fotografii Roseanny, připustil, že je mu povědomá. Tvrdil však, že o vraždě vůbec neslyšel. Nakonec přiznal, že s ní několikrát mluvil, cokoli jiného však popřel. Martin Beck však byl přesvědčen, že mluvil s vrahem.
Nakonec se Martin Beck se svým týmem rozhodl nalíčit past. Jako volavku využili strážnici kriminální policie Soňu Hanssonovou, která Roseannu trochu typově připomínala. Dlouho se však zdálo, že je to k ničemu a poté případ málem skončil tragicky. Bengtsson se policistům v davu ztratil a když Beck s Kollbergem a Ahlbergem urychleně jeli do bytu, jejich auto uvízlo v dopravní nehodě na zledovatělé vozovce. Než doběhli do bytu, Bengtsson již Soňu Hanssonovou škrtil. Beck se ho snažil zadržet, ale podařilo se mu utéci až ke vchodovým dveřím, kde na něho čekal Kollberg a zneškodnil ho chvatem, při kterém mu zlomil ruku. Při výslechu se pak rychle zhroutil a k činu přiznal. Neustále však tvrdil, že Roseanna si za to mohla sama.

## Filmové adaptace
Román byl zfilmován dvakrát. Švédský film Roseanna z roku 1967 byl vůbec prvním filmem natočeným na motivy románu autorské dvojice Maj Sjöwallová – Per Wahlöö. Režisérem filmu byl Hans Abramson, který byl také autorem scénáře. Roli Martin Becka ztvárnil Keve Hjelm, roli Lennarta Kollberga hrál Hans Bendrik, roli Folke Bengtssona hrál Hans Ernback, Gio Petré hrála Američanku Roseannu McGraw a Kerstin Tidelius hrála Soňu Hansson.
Film Roseanna z roku 1993 (natočený ve švédsko-německé koprodukci) režíroval Daniel Alfredson, autorem scénáře byl Jonas Cornell. Roli Martin Becka ztvárnil Gösta Ekman (který tuto postavu hrál ještě v několika dalších filmech), Kjell Bergqvist hrál roli Lennarta Kollberga, Jacob Nordenson hrál Folke Bengtssona, Anna Helena Bergendal hrála Američanku Roseannu McGraw.

## Lokace

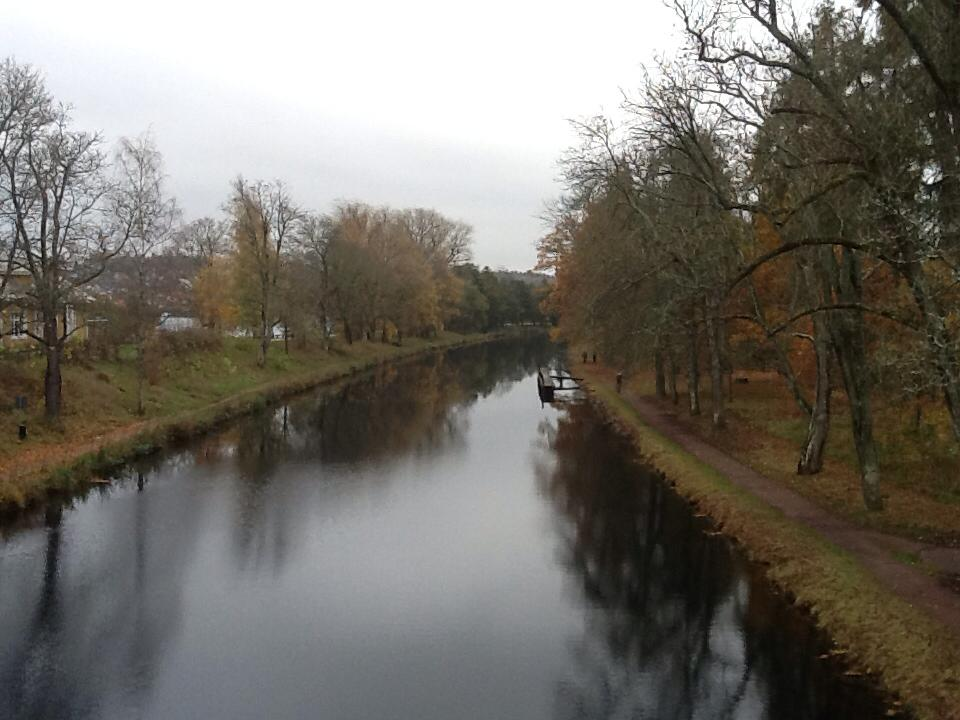
Göta kanál u města Motala
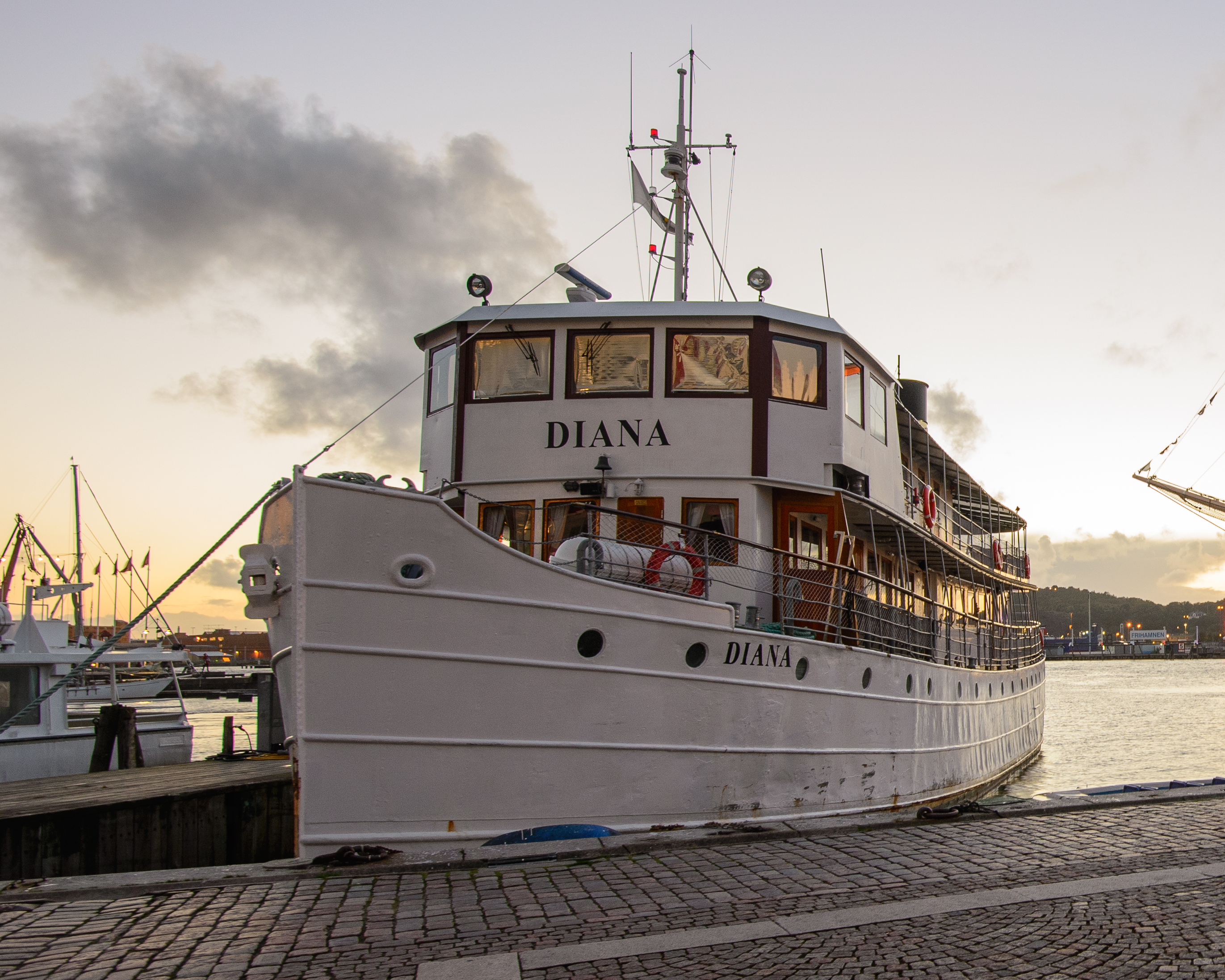
Místo činu: loď Diana
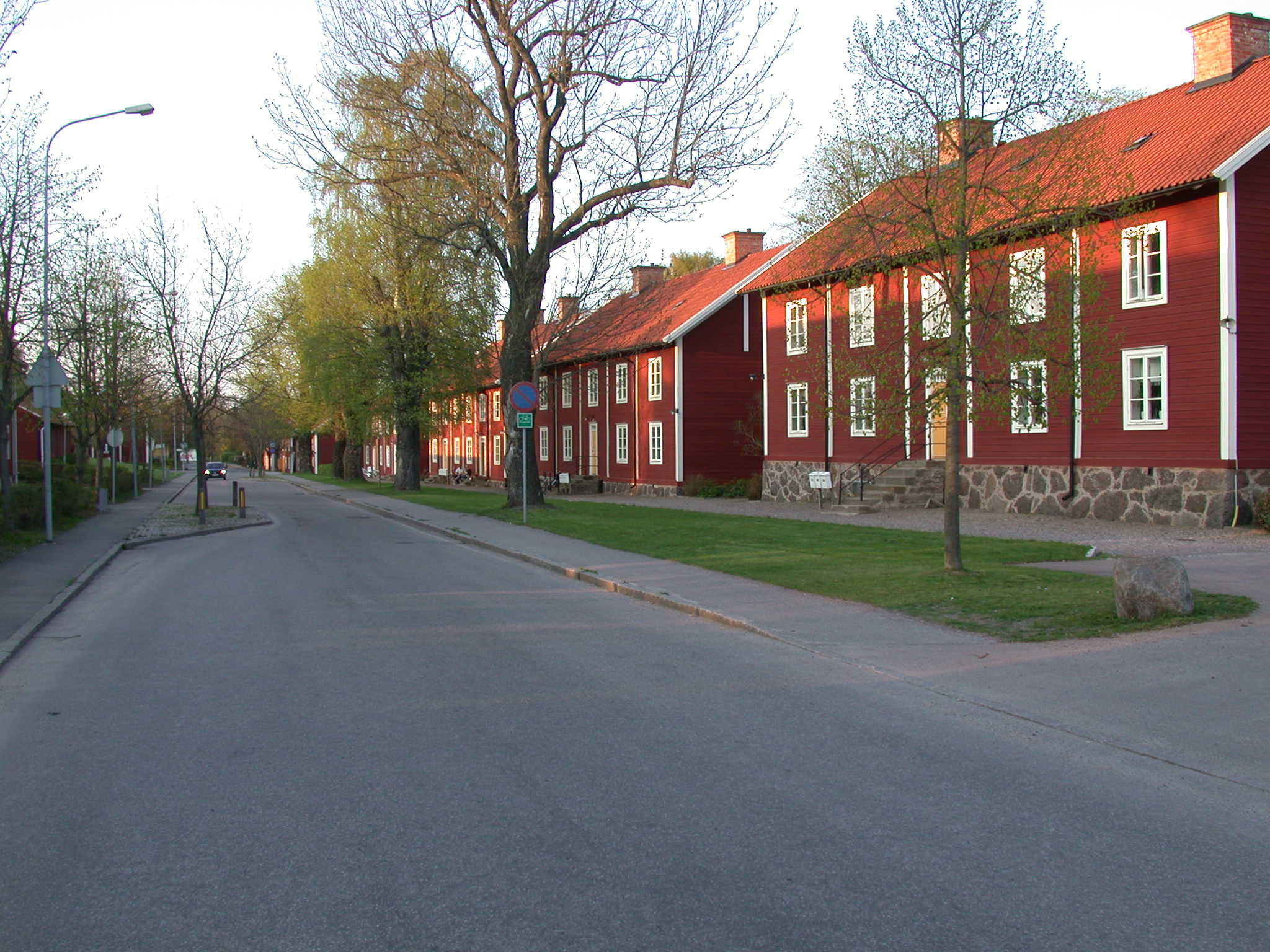
Město Motala